# Archives d'État de Salerne
Les Archives d'État de Salerne sont des archives d'État italiennes situées à Salerne. Fondées en 1934, elles contiennent 100 000 volumes de documents papier et plus de mille parchemins, ainsi qu'une bibliothèque d'environ 24 000 volumes.

## Qu’y trouve-t-on?
Le patrimoine de l’Archive d’État à Salerne est formé par des fonds d’État ou non, datés de l’Ancien régime à nos jours. Parmi les documents de l’Ancien régime, il y a les actes des cours locales, du public provincial direct (Regia udienza provinciale), du cadastre et du registre foncier. Les papiers napoléoniens et de la Restauration comprennent les Actes d’intention, des magistratures judiciaires du cadastre « murattiano », et des documents domaniaux. De la période après l’unité appartiennent les pièces relatives à la préfecture et aux sous-préfectures, au système judiciaire, à l’inspection des finances et au Génie civil, à la commission à l’éducation et au sous-économat des avantages vacants. Les fonds non étatiques intègrent des protocoles notariaux, des archives municipales, de l’administration provinciale, des corporations religieuses, des archives privées et l’archive du Collège médical, qui s’occupait d'octroyer les titres académiques et de veiller sur les médecins et les pharmaciens. La bibliothèque de l’Archive, née comme support aux activités de recherche documentaire, s’est progressivement spécialisée dans l’histoire de l’Italie méridionale, en recueillant des matériaux et publications relatifs à l’histoire locale et à celle du Mezzogiorno, soit par prise soit par les dons des mêmes auteurs. Actuellement elle compte plus de 25000 tomes, la majeure partie cataloguée en SBN. Elle conserve également une importante collection de périodiques avec plus de cent ogives et quelques milliers de brochures composant les « Divers ». Parmi les fonds donnés à l’archive les principaux sont : le fonds de Paolo Emilio Bilotti, le fonds Carrano et le fonds Silvestri.

## Historique
L’archive de Salerne né du décret du 22 octobre 1812  qui établissait « archives provinciaux auprès des Intendance du royaume de Naples ». Après la Restauration, avec la « loi organique des archives » du 12 novembre 1818, l’Archive fut un des premiers à être mis en pratique et fut assigné à la première des trois classes envisagées par la ministérielle du 27 mai 1820. Les papiers les plus anciens de la province ont été envoyés au « Grande Archivio » à Naples et uniquement une seule et précieuse documentation est conserve dans le fichier, parmi lesquelles les papiers du monastère de St George de Salerne et celles du Collège médical de Salerne, récupérées plus tard. Se conservent aussi les protocoles notariaux du XV-XVIII siècles. L’Archive d’État à Salerne a subi, comme toutes les archives provinciales du midi, une longue période d’abandon. À signaler cependant la précieuse œuvre réalisée par Paolo Emilio Bilotti. Avec le passage à l’État des Archives provinciaux – devenues Archives provinciaux d’État – à la suite du « r.d. 22 septembre 1932, n. 1391 », même l’Archive de Salerne a une période de succès. Presque au même moment commença l’œuvre de Leopoldo Cassese qui rangea des papiers accumulés pour plus d’un siècle. Le travail de Cassese se concrétisa avec la rédaction de Guida storica dell’Archivio di Stato di Salerno, si aujourd’hui ce travail semble souvent dépassé et avec des lacunes, il reste très valide pour les caractéristiques introductives synthétiques que l’auteur fait précédé à chaque magistrature, en démontrant la naissance, la structure et les compétences. L’Archive provinciale d’État a embauché la dénomination au titre du « d.p.r. du 30 septembre 1963, n. 1409 ». Les archives conservés à Salerne n’épuisent pas la documentation relative à Salerne et aux autres localités provinciales : pour approfondir il est nécessaire de regarder les fonds conservés auprès de l’Archivio di Stato di Napoli.

## La Chapelle de Saint Ludovic

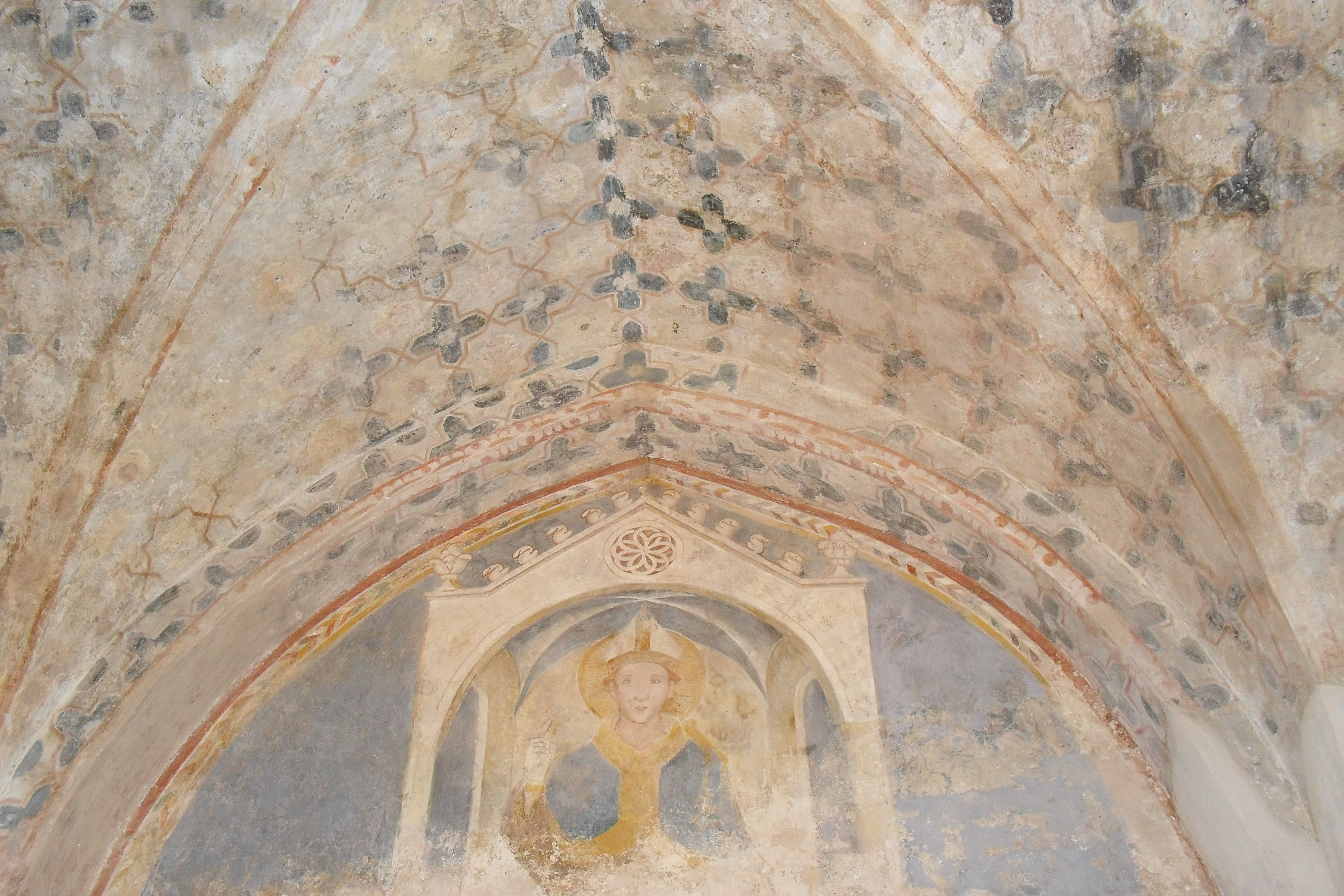
Cappella San Ludovico Salerno

La Chapelle de Saint Ludovic, du XIIIe siècle, a été redécouverte récemment en 2009, actuellement localisée au rez-de-chaussée du Palais Guarna, siège de l’Archive d’Etat à Salerne. Elle a été utilisée au début du XXe siècle comme entrepôt de la documentation archivistique, à l’origine l’église a été consacrée à Saint Leornard protecteur des détenus, puisque le Palais Guarna était le lieu de la “Reggia Udienza”, dans laquelle ont emmenait ceux qui s’opposant aux Bourbons. La chapelle est mentionnée dans certains actes notariés, elle se trouvait sous le palais des Guarna, précédemment appartenu aux de la Porte, ensuite confisqué par Robert Sanseverino, prince de Salerne, à cause de leur rébellion. Les travaux de restauration conduits, après plus de cinq siècles, ont fait remonter la fresque du XIVe siècle, sur une des parois latérales surmonté par un arc ogival gothique, représentant le franciscain Ludovic d’Anjou, frère de Robert d’Anjou, Saint, second fils de Charles II dit le “Boiteux” et de Marie de Hongrie,vécu dans la seconde moitié du XIIIe siècle. Après la mort de son frère, fils aîné, Charles Martel, Ludovic a renoncé au trône de Naples et aux comtés d’Anjou et de Provence, en faveur de son autre frère Robert, en entrant ensuite dans l’ordre franciscain. En le 1296, il a été consacré évêque de Toulouse par Boniface VIII, il est mort de consomption l’année suivante et fut proclamé saint en 1317 par Juan XXII.

## Palais siège de l'archive
Le bâtiment qui aujourd’hui accueille l’Archive était un palais de justice. En 1806, avec la chute des Bourbons, la « Regia Udienza » (magistrature avec des compétences judiciaires, administratives et militaires d’origine aragonaise) a été supprimée et remplacée par d’autres autorités judiciaires. Après la Restauration des Bourbons en 1815, le palais resta le siège du Tribunal qui était chargé de juger toute la haute criminalité: le palais a été théâtre de plusieurs procès qui ont suivi l’insurrection du Risorgimento (de 1820 à l’expédition de Sapri) et à ce jour il y a une petite prison, où les prisonniers attendaient d’être jugés. Dans cette prison, indûment nommée « cella Pisacane », y a été emprisonné Giovanni Nicotera, camarade de Pisacane pendant l’expédition à Sapri. Pisacane trouva la mort à Sanza avec 26 camarades, tandis que Nicotera fut capturé. Il fut jugé et condamné en ce lieu. Aussi après la proclamation du royaume d’Italie le palais resta siège judiciaire et Tribunal Civil et Correctionnel. Pendant cette période il y avait aussi la Cour d’Assise. Quand, en 1934, les bureaux judiciaires déménagèrent dans le nouveau palais de Justice, le palais est devenu Archive provinciale (après Archive d’État).